# Этилметакрилат
Этилметакрилат (Этил 2-метилакрилат, Этил 2-метил −2-пропеноат, UN2277), номер CAS 97-63-2 — сложный этиловый эфир метакриловой кислоты. При нормальных условиях представляет собой бесцветную жидкость, слаборастворимую в воде, с температурой кипения 117 °C и температурой плавления менее −75 °C. Молекулярная масса 114.1. Этилметакрилат по своим свойствам напоминает метилметакрилат, но его раздражающие свойства менее выражены.

## Применение
Этилметакрилат применяется для получения акриловых полимеров — синтетических смол, латексов, эмульсий.
В связи с меньшей биологической опасностью, чем метилметакрилат, данный эфир используется при косметических процедурах, в частности — для наращивания ногтей.

## Опасность

### Биологическая опасность
При вдыхании паров этилметакрилата начинается кашель, жжение, головокружение и головные боли. В больших дозах вызывает тошноту, рвоту и потерю сознания. При попадании на кожу вызывает жжение. Попадание в глаза вызывают активное слезотечение, боли в глазах.

### Физическая опасность
Пар этилметакрилата хорошо смешивается с воздухом, при этом образуются взрывчатые смеси.

### Химическая опасность
Вещество бурно полимеризуется при нагреве и под воздействием света или при контакте с сильными окислителями.